# آشپزی بودایی

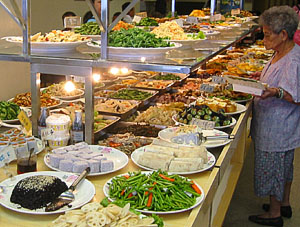
رستورانی در پاتایا در تایلند که غذاهای آن با رعایت قوانین دین بودا تهیه شده‌اند.

آشپزی بودایی (به ژاپنی: 精進料理 しょうじんりょうり shōjin ryōri) یا آشپزی گیاه‌خواری بودایی (به انگلیسی: Buddhist Vegetarian Cuisine) نوعی آشپزی است که در آن گوشت بکار نمی‌رود و بجای آن حبوبات، غلات و سبزیجات استفاده می‌شود. بر طبق قوانین دین بودا راهبان بودایی از کشتن حیوانات منع شده‌اند همچنین در یکی از دو شاخهٔ اصلی دین بودا به نام مهایانه خوردن گوشت مجاز نیست.